# Irma Piñeyro Arias
Antonia Irma Piñeyro Arias (Heroica Ciudad de Tlaxiaco, Oaxaca, 26 de septiembre de 1954) es una política mexicana, que como miembro del Partido Revolucionario Institucional (PRI) y del Partido Nueva Alianza (PANAL), ha tenido una dilatada carrera política en su estado y a nivel nacional. Ha sido, entre varios cargos, en tres ocasiones diputada federal.

## Biografía
Irma Piñeyro Arias es licenciada en Relaciones Comerciales por el Instituto Politécnico Nacional y licenciada en Sociología por la Universidad Nacional Autónoma de México. Fue miembro del PRI de 1975 a 2006, militanto principalmente en el sector agrario, la Confederación Nacional Campesina (CNC).
En 1976 fue representante del Instituto de Estudios Políticos, Económicos y Sociales (IEPES) del PRI para el plan básico de gobierno de Oaxaca y de 1978 a 1980 fue secretaria de Acción Indigenista de la Liga de Comunidades Agrarias y Sindicatos Campesinos de la CNC de Oaxaca. Simultáneamente, de 1977 a 1979, fue procuradora de colonias populares del gobierno oaxaqueño.
De 1980 a 1981 fungió como comisionada de la embajadora alterna de México ante la Organización de las Naciones Unidas. En 1981 retornó a los cargos en el comité ejecutivo nacional de la CNC, siendo coordinadora nacional de comercialización y abasto hasta 1982, de 1987 a 1988 fue directora de evaluación y seguimiento de los programas, en 1988 delegada especial en Chihuahua y Nuevo León y de 1988 a 1992 fue subsecretaria de Organización del comité ejecutivo nacional del PRI.
En 1991 fue postulada candidata del PRI y electa diputada federal por primera ocasión, en representación del Distrito 7 de Oaxaca a la LV Legislatura que concluyó en 1994 y en la que fue secretaria de la comisión de Asuntos Indígenas y de la mesa directiva. Entre 1993 y 1994, fue sucesivamente subsecretaria de Información y Vigilancia Partidista; de Organización; y de Movilización de la Estructura Territorial del comité ejecutivo nacional del PRI.
En el mismo órgano nacional del partido, fue de 1997 a 1998 secretaria adjunta a la presidencia; y de 1998 a 1999 secretaria de Capacitación Política. En 2000 fue postulada por segunda ocasión candidata a diputada federal, siendo elegida por el Distrito 6 de Oaxaca a la LVIII Legislatura que concluyó en 2003. En ella fue presidenta de la comisión de Población, Fronteras y Asuntos Migratorios; e integrante de la comisión de Desarrollo Social. Al concluir dicho cargo, de 2003 a 2004 fue secretaria de Desarrollo Agropecuario y Forestal de Oaxaca, en la administración del gobernador José Murat.
El 1 de diciembre de 2004 al asumir como gobernador de Oaxaca Ulises Ruiz Ortiz, la nombró como titular de la secretaría de la Contraloría de su gobierno. Permaneció en este cargo hasta 2006, en que renunció a la secretaría y también a su militancia en el PRI, al no ser considerada para una candidatura en las elecciones de ese año. Ante ello, se unió al partido Nueva Alianza que la postuló candidata a diputada federal por tercera ocasión, esta vez por la vía e la representación proporcional, siendo electa a la LX Legislatura de 2006 a 2009, y en la que fungió como secretaria de la comisión de Comunicaciones; e integrante de las comisiones de Concordia y Pacificación; de Desarrollo Rural; Especial Encargada de Impulsar y Dar Seguimiento a los Programas y Proyectos de Desarrollo Regional del Sur - sureste de México; y de Población, Fronteras y Asuntos Migratorios. 
En 2010 intentó ser candidata a la gubernatura de la Oaxaca en las elecciones de ese año como parte de la alianza opositora al PRI, que sin embargo postuló al cargo a Gabino Cué Monteagudo, por lo que Irma Piñeyro fue postulada entonces como candidata a gobernadora por el PANAL; sin embargo, el 28 de junio del mismo año, anunció su declinación a favor de Cué. Resultó ganador en dicho proceso electoral el opositor Gabino Cué, que asumió la gubernatura el 1 de diciembre de 2010 y la nombró secretaria general de Gobierno, cargo al que renunció el 9 de agosto de 2011, y en la que fue sustituida por Jesús Martínez Álvarez.
En 2016 fue candidata del PRI y el PVEM a diputada al Congreso del Estado de Oaxaca, no habiendo logrado el triunfo, que correspondió al candidato de MORENA.